# Vlooswijk
Vlooswijk is een polder in de Nederlandse provincie Utrecht die deels in de gemeente Montfoort en deels in de gemeente Woerden ligt.
Vlooswijk wordt in het noordoosten begrensd door de Kromwijker wetering. In het zuidoosten grenst het aan de polder Kromwijk, daarvan gescheiden door de Haarmolenvliet, in het zuidwesten aan Diemerbroek en in het noordwesten scheidt de Broekermolenvliet het van (Woerdens) Kromwijk.
De rechtspraak was in de Middeleeuwen eigendom van het Kapittel van Oudmunster in Utrecht. Het kapittel gaf deze heerlijke rechten in verschillende delen te leen. Vlooswijk bestond uit 6 hoeven, waarvan de twee noordwestelijke later Westenrijk werden genoemd en de zuidoostelijke 4 Oostenrijk of Oosterwijk in Kromwijk. De grond van Oostenrijk was ook eigendom van Oudmunster en werd in leen gegeven, die van Westenrijk niet. De benaming van de heerlijkheid luidt ook wel Vlooswijk en Vlooswijk in Kromrijk.
In de Franse tijd werd Vlooswijk samen met Wulverhorst, Kromwijk en Linschoter Haar tot de gemeente Wulverhorst samengevoegd. 
Op 1 januari 1812 werd de gemeente Wulverhorst met Vlooswijk bij Linschoten gevoegd, waarna het op 1 januari 1818 weer zelfstandig werd. Op 8 september 1857 werd het geheel weer bij Linschoten gevoegd.
Linschoten ging in 1989 op in de gemeente Montfoort. Het deel ten noorden van de A12 werd bij Woerden gevoegd.